# Фюссен (замок)
Шпангенберг (нем. Hohes Schloss Füssen) — средневековый каменный замок. Веками принадлежал епископам Аугсбурга. Расположен на высоком холме над городом Фюссен в районе Восточный Алльгой, в историческом регионе Швабия, в земле Бавария, Германия. Крупный замковый комплекс считается одним из наиболее хорошо сохранившихся средневековых сооружений Баварии. По своему типу относится к замкам на вершине.

## История

### Античность
Первые каменные укрепления на месте нынешнего замка появились ещё во времена Римской империи. Легионеры возвели на высоком холме над рекой Лех форт, названный Фетибус. Он должен был обеспечивать контроль над важной римской дорогой Via Claudia Augusta. Форт появился ещё в I веке нашей эры. Здесь находилась штаб-квартира службы снабжения III Италийского легиона. Сохранились документы о том, как в 47 году здесь останавливался для отдыха римский консул. Возникшее около форта германское поселение сохранилось в ходе Великого переселения народов. Регион оказался в составе Аугсбургской епархии. В эпоху Раннего средневековья на месте бывшего форта епископы основали монастырь Святого Манга. Это произошло не позднее VIII века.

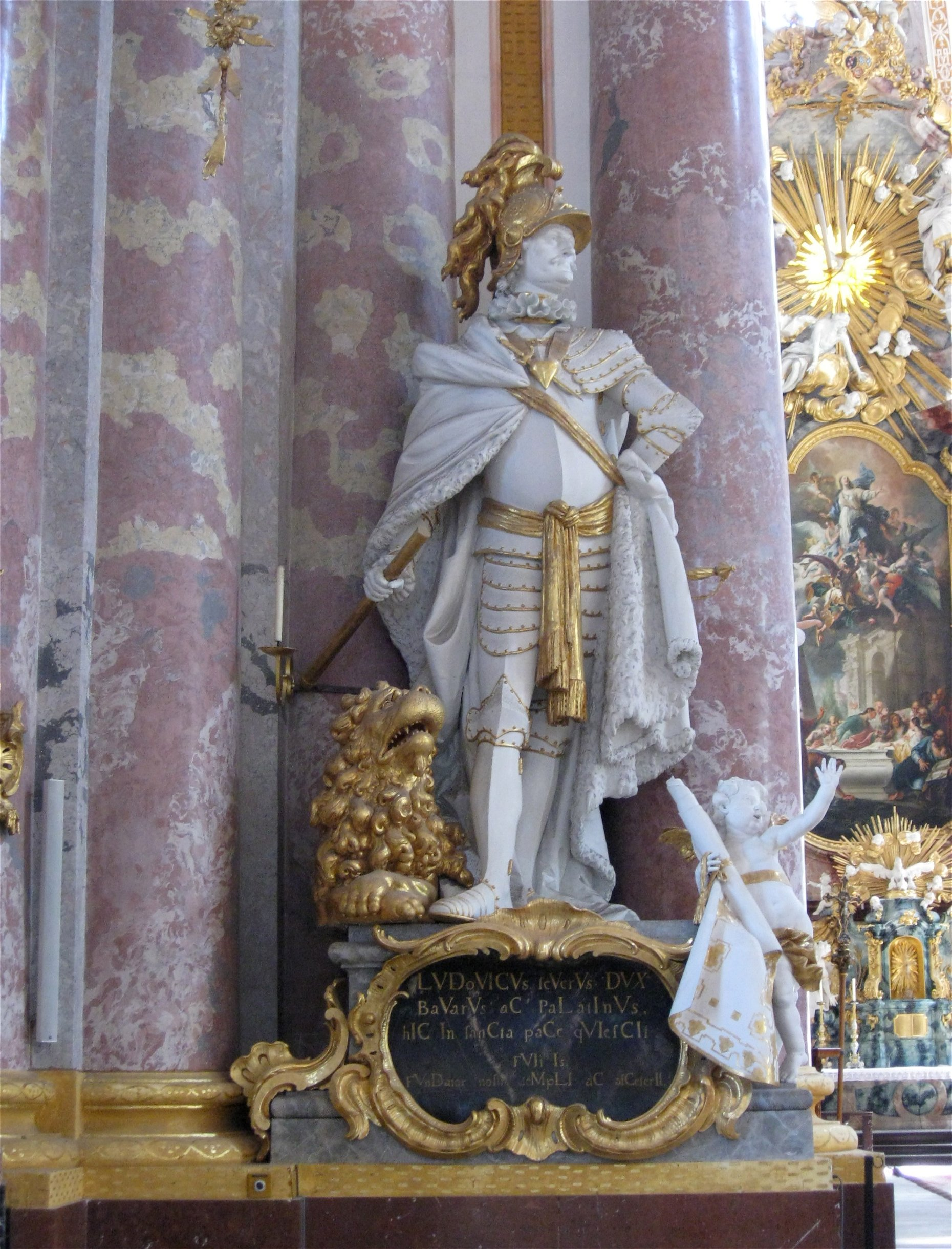
Статуя Людвига II Сурового

### Ранний период
В 1183 году горожане Аугсбурга, сумевшие создать автономную общину,  приняли решение передать замковый холм в полное владение монастырю Гайсберг (Альтвик). Однако за это монахам полагалось взять на себя обязательство никогда не строить на этом месте светские здания или передавать гору аристократам.
После смерти Конрадина, последнего представителя династии Гогенштауфенов, правивших Священной Римской империей, укреплённый епископский монастырь в Фюссене оказался предметом спора. Права на владение оспаривали епископы Аугсбурга и герцоги Баварии. Конрадин при жизни успел в 1266 и 1267 годах заложить Фюссен своему дяде, баварскому герцогу. Правда, горожане Аугсбурга считали эту сделку незаконной. Герцог Людвиг II Суровый пытался закрепить свои права на территорию Фюссена. Для этого он приказал построить около монастыря крепость. В 1292 году после разбирательств в имперском суде было достигнуто соглашение, по которому герцог всё-таки отказался от прав на владение замком и поклялся не строить иные укрепления в регионе.
В 1313 году император Генрих VII взял у Аугбсургской епархии, в которой тогда верховенствовал весьма предприимчивый епископ Фридрих I, крупную сумму под залог части своих владений.. В 1322 году епископство провело сделку по приобретению замковой горы путём отказа от залога. Причём на этот раз уже не шла речь об ограничении прав на строительство светских зданий. С той поры крепость стала резиденцией епископа. В 1363 году замок был интегрирован в систему городских укреплений, став своеобразной цитаделью. 

### Эпоха Ренессанса
Начиная с 1486 года, при епископе Фридрихе II фон Цоллерне, начались масштабные работы по модернизации крепости. Были возведены новые высокие башни, прочие стены, а общая территория замка оказалась значительно расширена. Именно тогда сформировался общий вид комплекса, который в целом сохранился до нашего времени. 
Ещё одна серьёзная реконструкция началась около 1680 года. Тогда князем-епископом был Йоханн Кристоф фон Фрейберг. Но работы мало затронули фасады. В основном средства тратились на благоустройство, превращение крепости в комфортабельный дворец и на роскошную отделку интерьеров.

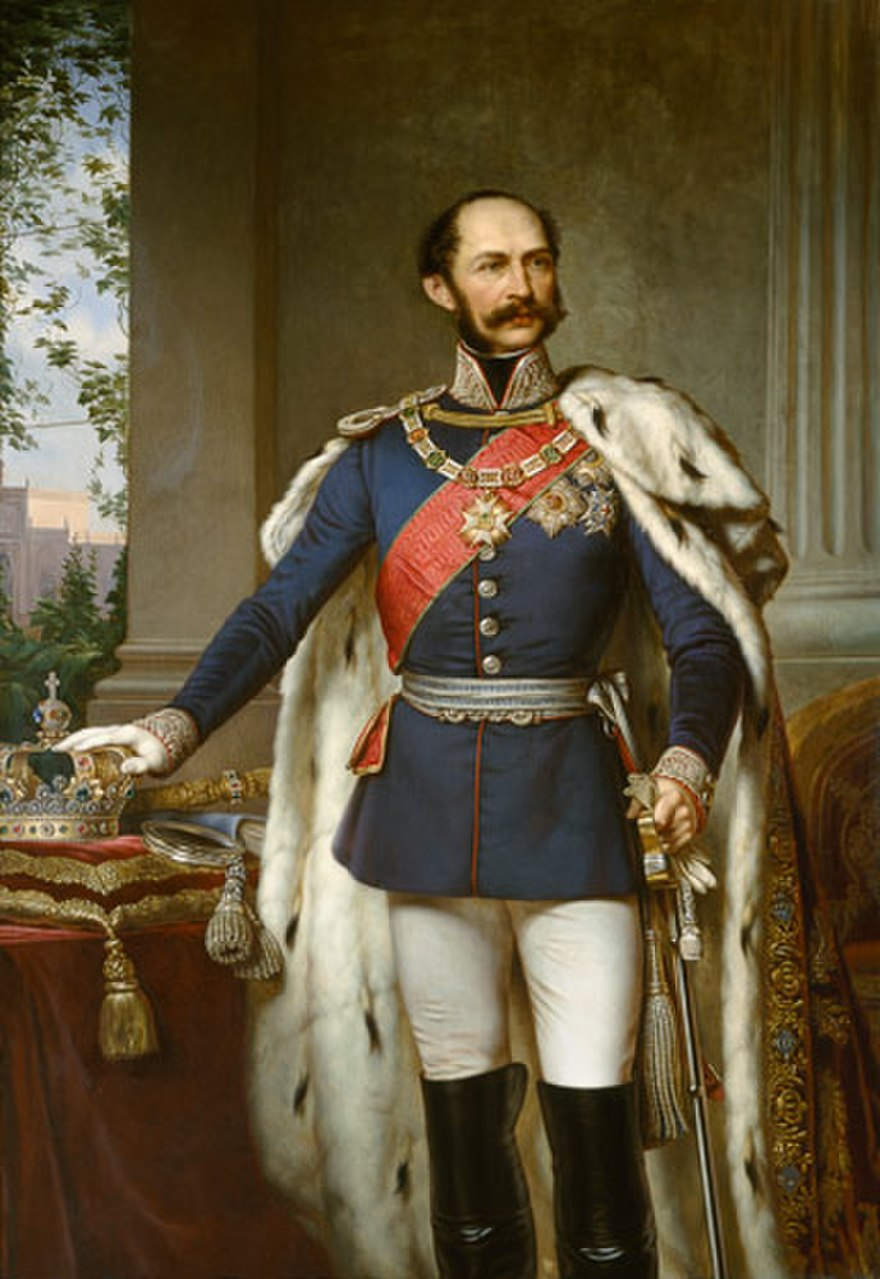
Баварский наследный принц Максимилиан II

### XVIII-XIX века
До 1799 годах замок использовался как австрийский центральный госпиталь. Однако вскоре в ходе Наполеоновских войн весь регион оказался под контролем Франции. При этом в Фюссене не происходило ни осад, ни сражений. Поэтому замковый комплекс не получил никаких серьёзных повреждений.

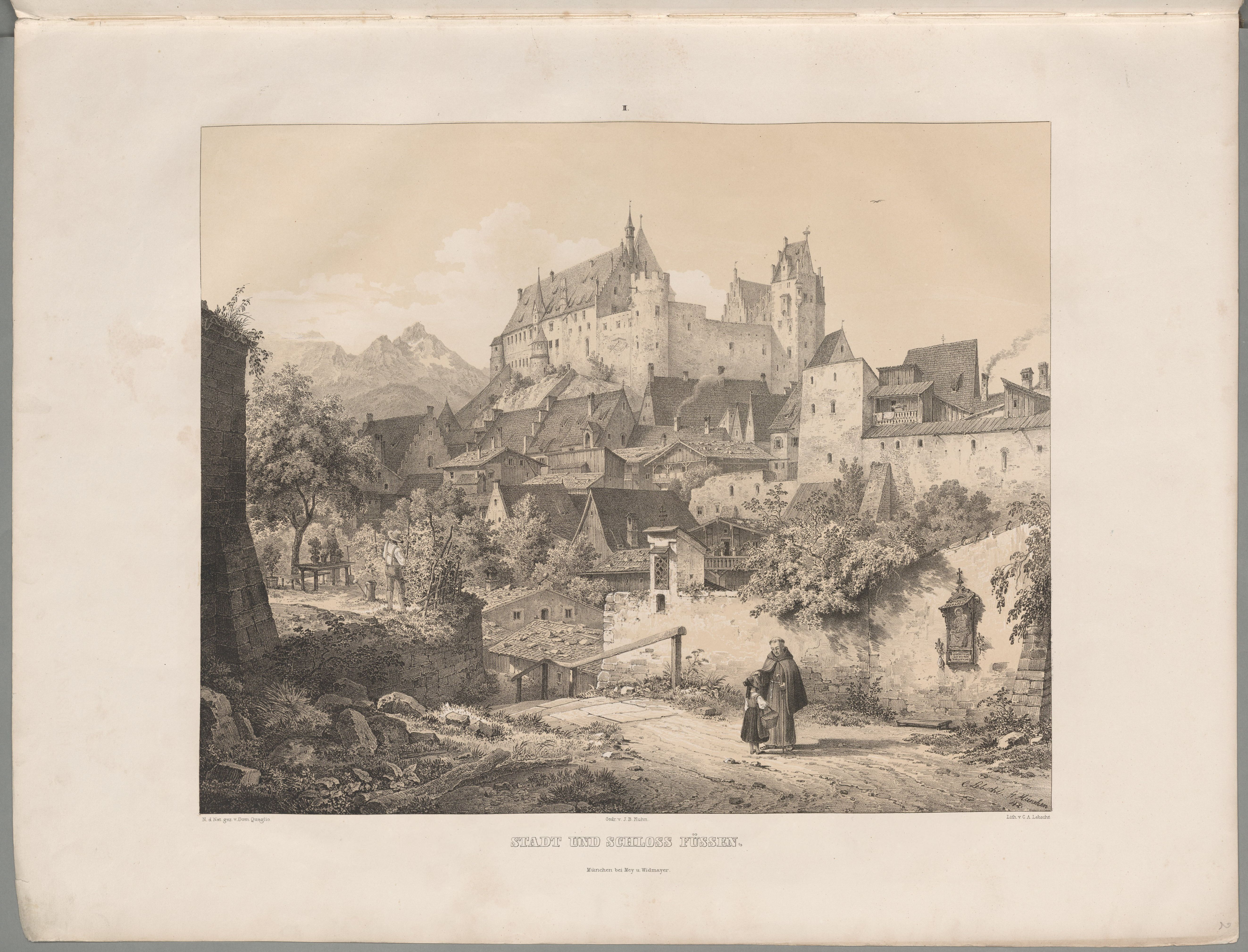
Замок на рисунке 1846 года

В первой половине XIX века по инициативе властей Баварского королевства в крепости были проведены некоторые реставрационные работы. Какое-то время замок даже рассматривался как официальная летняя резиденция баварского наследного принца Максимилиана II. Однако тот в конечном итоге остановил свой выбор на замке Хоэншвангау. В 1832 году принц приобрёл это сооружение в личную собственность.
Власти Баварии решили использовать замок Фюссен под нужды некоторых государственных учреждений. В частности, в 1862 году в южном крыле комплекса разместили окружной городской суд. А позже здесь даже появились жилые апартаменты частных лиц.

### XX век

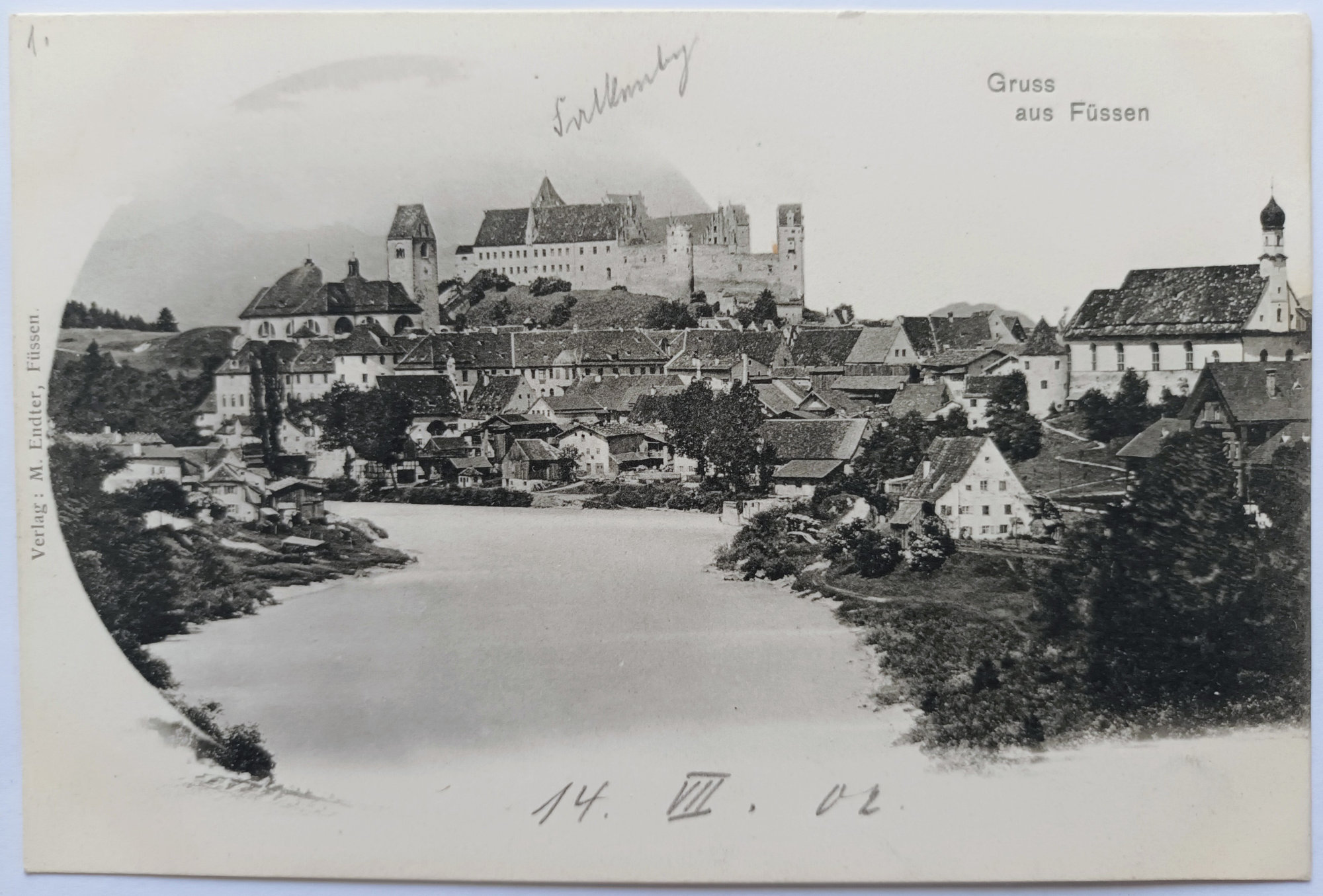
Замок на открытке 1902 года

Долгое время власти не знали, как именно использовать комплекс. Причём его содержание обходилось для регионального бюджета в значительные суммы. Но к счастью, Фюссен остался под присмотром чиновников. На его ремонт выделялись нужные средства и он не превратился под воздействием осадков и времени в руины, как многие другие замки Баварии. Решение превратить крепость в музей и важный культурный центр пришло лишь постепенно и окончательно сформировалось уже после завершения Первой мировой войны.
В 1931 году в северном крыле комплекса разместился филиал Баварского государственного собрания живописи. Центром постоянной экспозиции в шести залах стала швабская живопись периода поздней готики. В большом бальном зале (Рыцарский зал) с той поры представлены скульптуры, относящиеся к тому периоду. В том числе, некоторые работы знаменитого Йорга Ледерера. В Муниципальной галерее на первом этаже можно увидеть полотна «Мюнхенской школы» XIX века, а также рисунки графа Франца фон Поччи и местных художников.
В 1957-1958, а позднее в 1966-1967 годах проводилась реставрация замка. В последующем были обновлены картины-иллюзии, а также частично отремонтированы интерьеры и замковая капелла.

## Описание замка

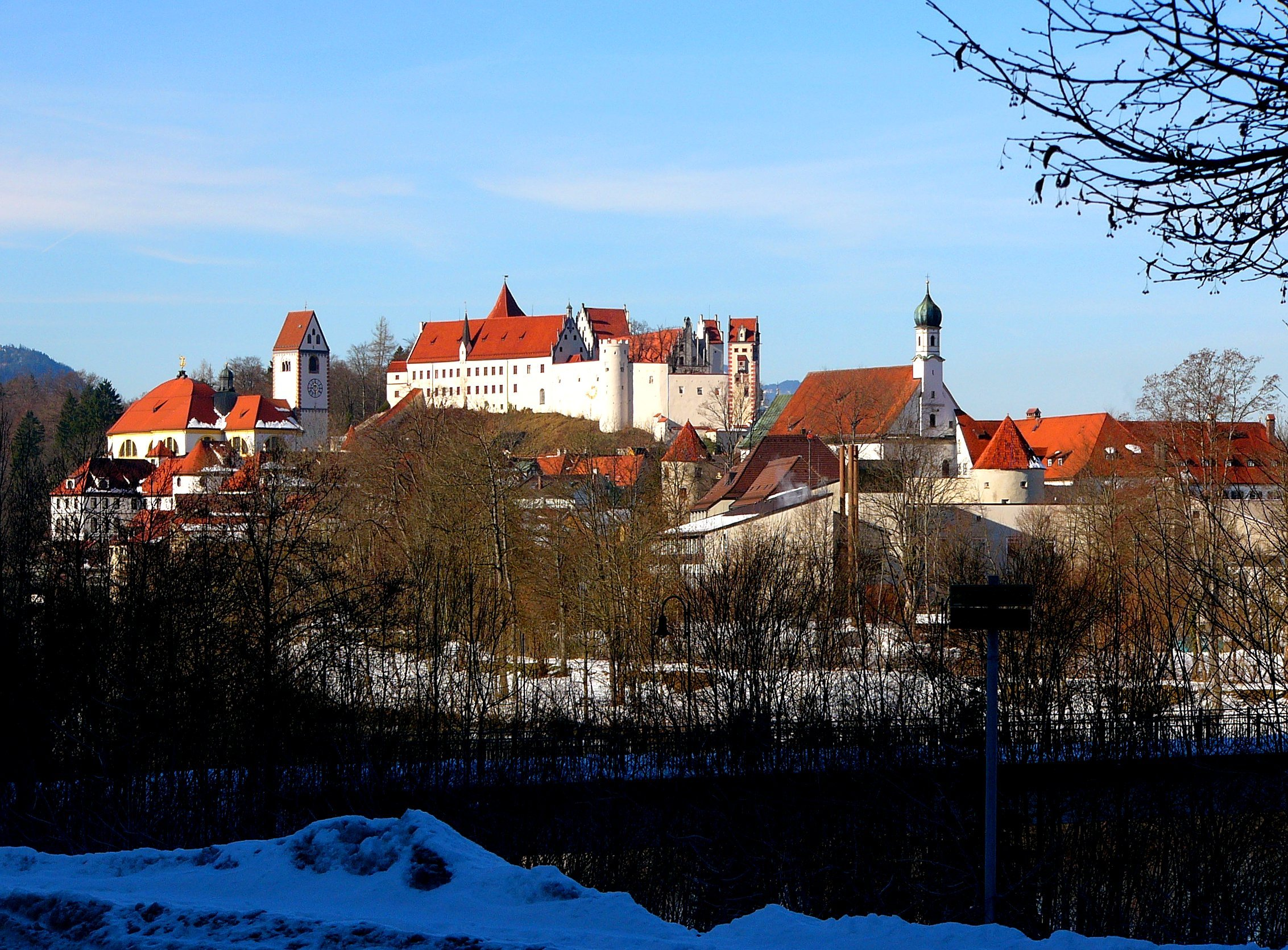
Панорамный вид замка

### Общие сведения
Внешне замок прекрасно сохранил свой позднеготический облик. Во всяком случае, в последние три столетия ремонт в основном касался интерьеров.
Замок расположен на восточном предгорье хребта, на другом конце которого находится крепость Фалькенштайн (недалеко от Пфронтена). Со времён Средневековья крепость стала составной частью городских укреплений. То есть превратилась в цитадель Фюссена. Замок вместе с расположенным чуть ниже по склону монастырём Святого Манга создали яркий архитектурный ансамбль над старинной частью города Фюссен.
Единственный вход в замок располагался с восточной стороны. Соответственно, с запада следовало максимально обезопасить стены и башни от возможного штурма. С этой целью в западной части основания крепости скалистые образования были с максимальной возможностью отсечены непосредственно перед фортификационными сооружениями. Везде, где возможно, в скальной породе углубляли ров. Так образовался Хальсграбен — искусственный ров перед крепостью. Сам ров был расширен при князе-епископе Фридрихе II фон Цоллерне (1486–1505). 
Своими внешними контурами замок точно повторяет рельеф скалистой вершины. Из-за этого Фюссен вытянут с запада на восток. С южной стороны возведены дополнительные укрепления. Правда, высота стен в XIX веке была уменьшена. 
Центральная часть замка представляет собой здание в форме подковы,  открытой в восточную сторону. Трехэтажные боковые флигели c позднеготическими фасадами украшены декоративными башенками (бартазанами). 
В западной части возвышается мощная башня, которая в прежние времена служила тюрьмой. Она соединена с боковыми крыльями короткими соединительными корпусами. В северо-восточном углу расположена Башня Аистов с двускатной высокой крышей. Здесь раньше проживали слуги и работники.
Весь замковый комплекс снаружи штукатурили и белили. Это была основа для картин-иллюзий. В качестве строительного материала в основном использовался альпийский известняк, а также кирпичи и речной щебень. Порталы и оконные рамы обычно изготавливались из песчаника.

### Роспись

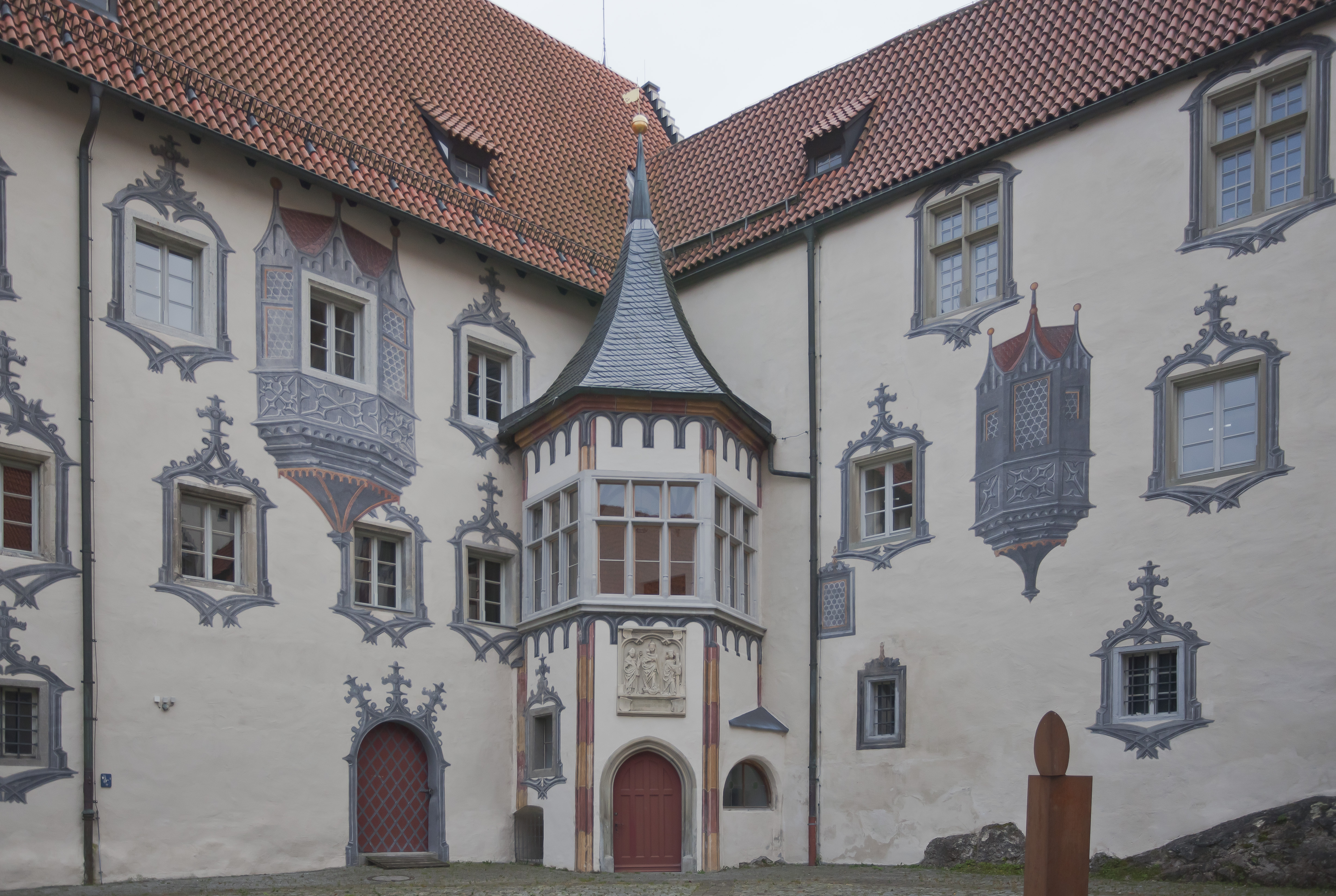
Декоративная роспись фасадов

Около 1499 года дворовые фасады крыльев замка и надвратной башни были украшены необычайно богатыми декоративными узорами. Окна обрамлены великолепными сплетениями с навершиями. Из фасадов словно выступают многочисленные эркеры, украшенные гербами. Считается, что исполнительным мастером является художник Фиделис Эйхеле из Хехингена. 

### Интерьеры
Несмотря на многочисленные реконструкции и дополнения, внутри сохранились прекрасные интерьеры. В северном крыле расположены две «французские комнаты» с деревянными потолками в стиле поздней готики. В северном крыле на первом этаже находится зал с пятью квадратными колоннами. Рыцарский зал на втором этаже имеет цветной расписной резной потолок с фигурными полурельефами. Авторство приписывается Йоргу Ледереру. Во многих небольших комнатах также сохранились старинные лепные потолки, изразцовые печи, порталы или оконные рамы. Но многие из этих помещений не всегда открыты для посещения публикой.

## Галерея

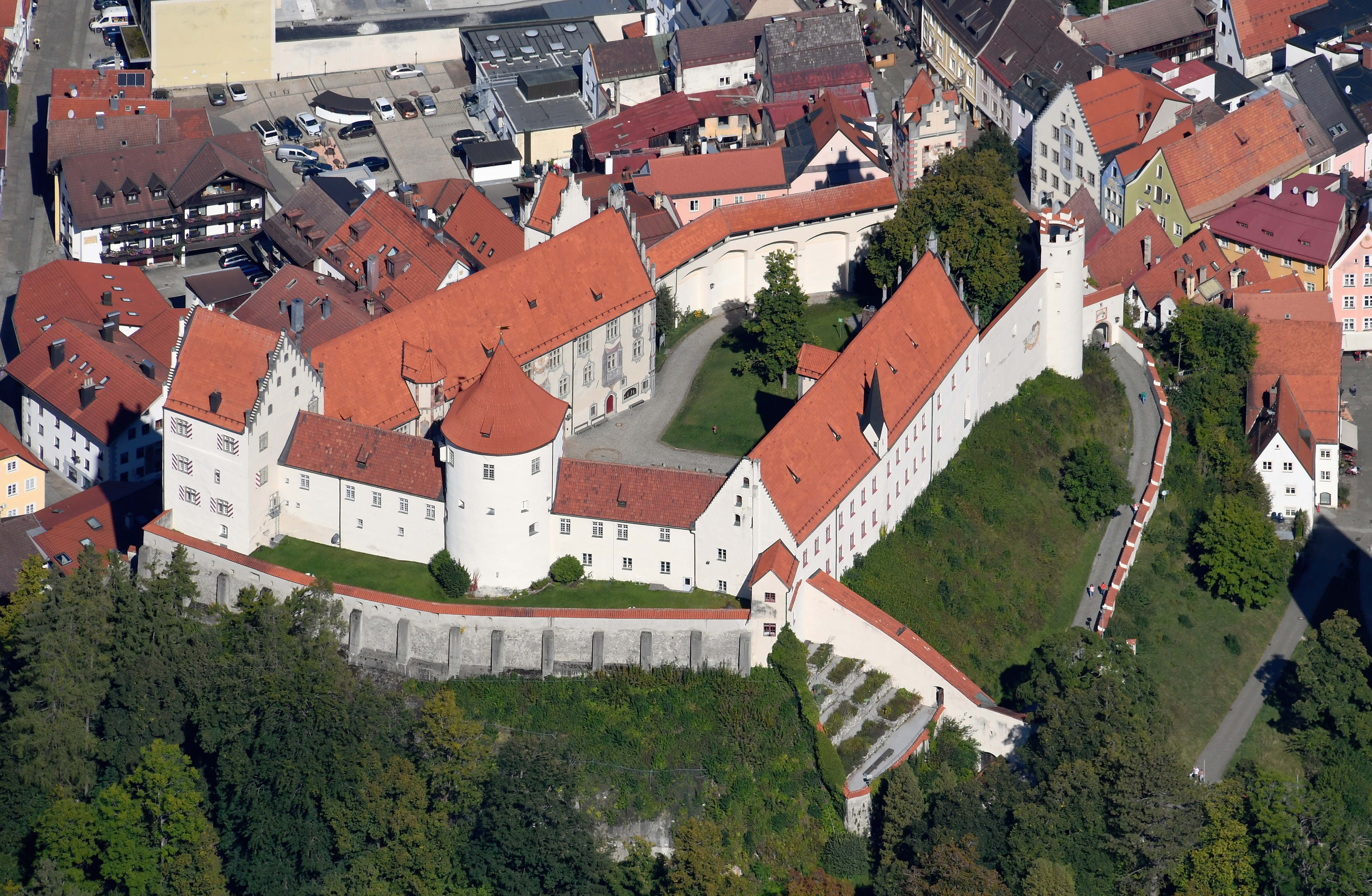
Замок с высоты птичьего полёта
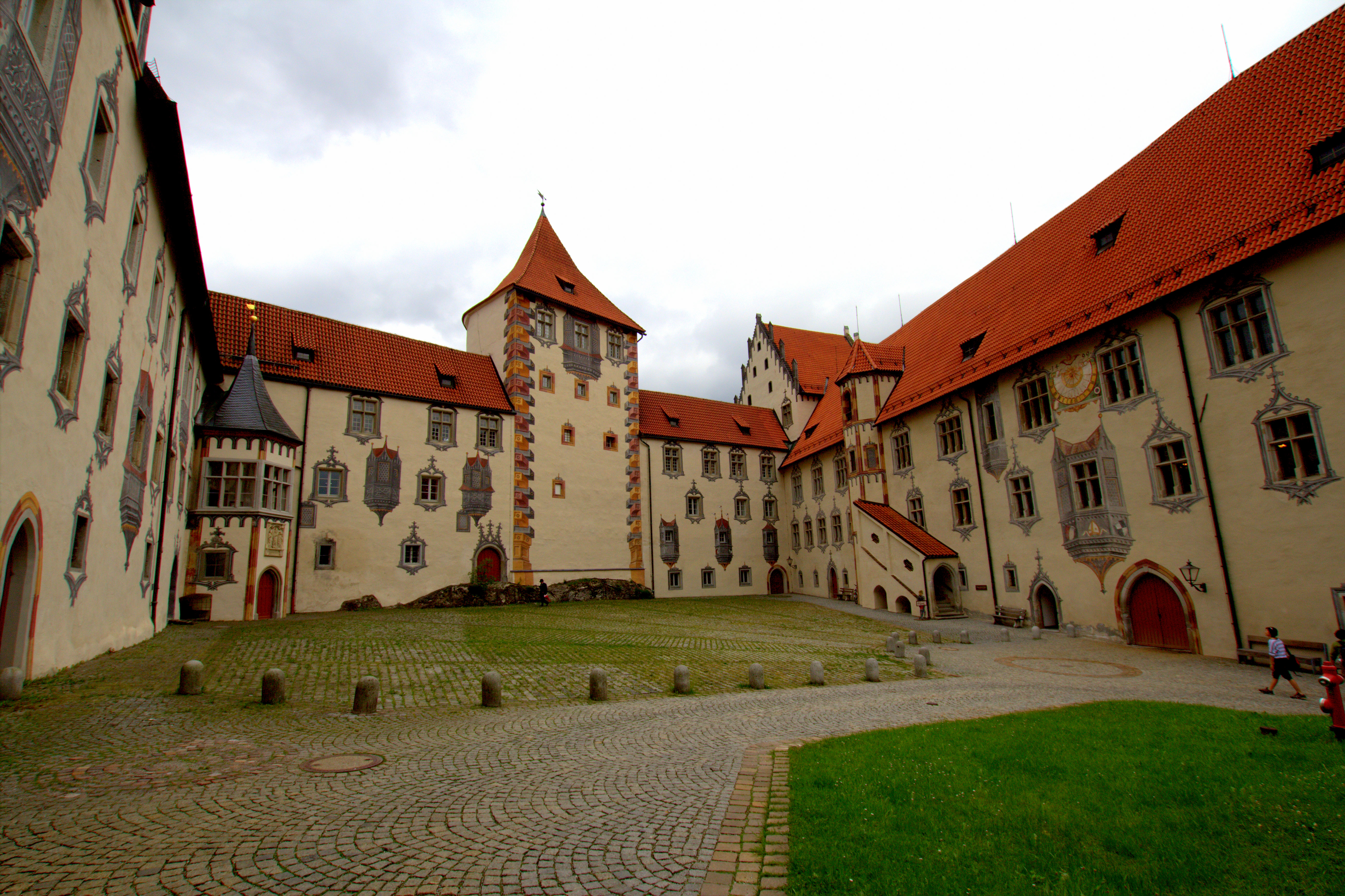
Внутренний двор замка
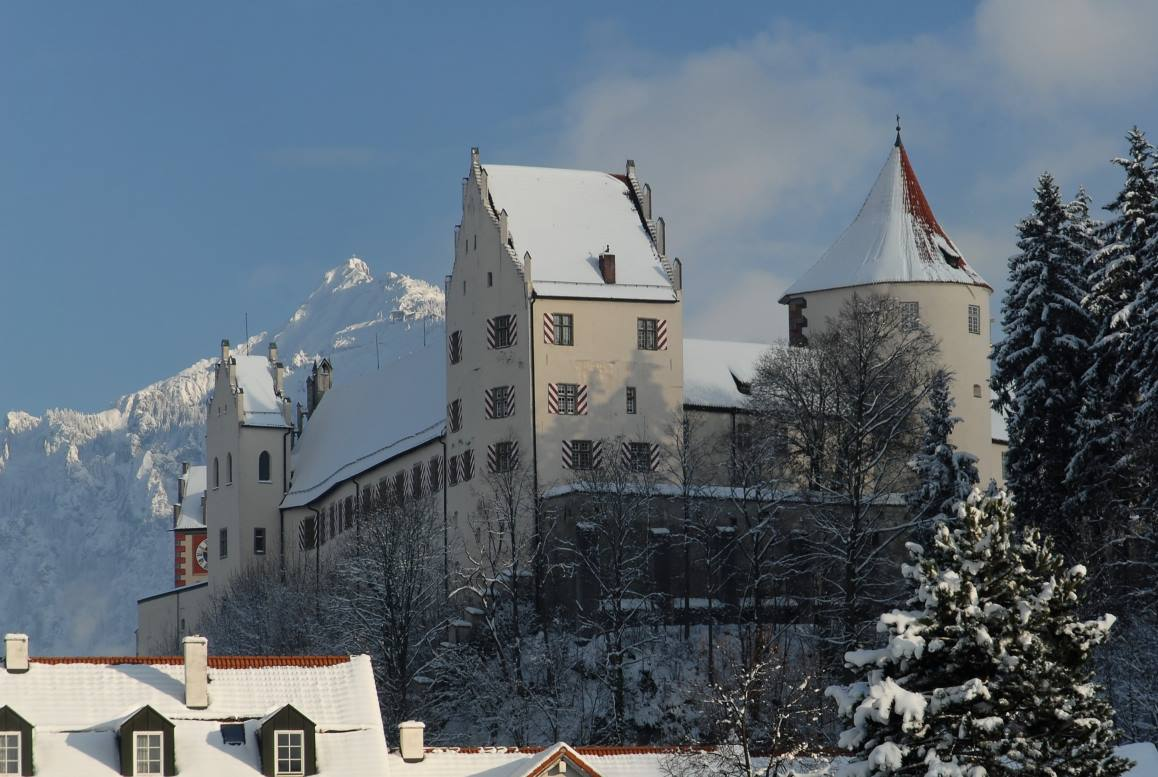
Вид замка зимой
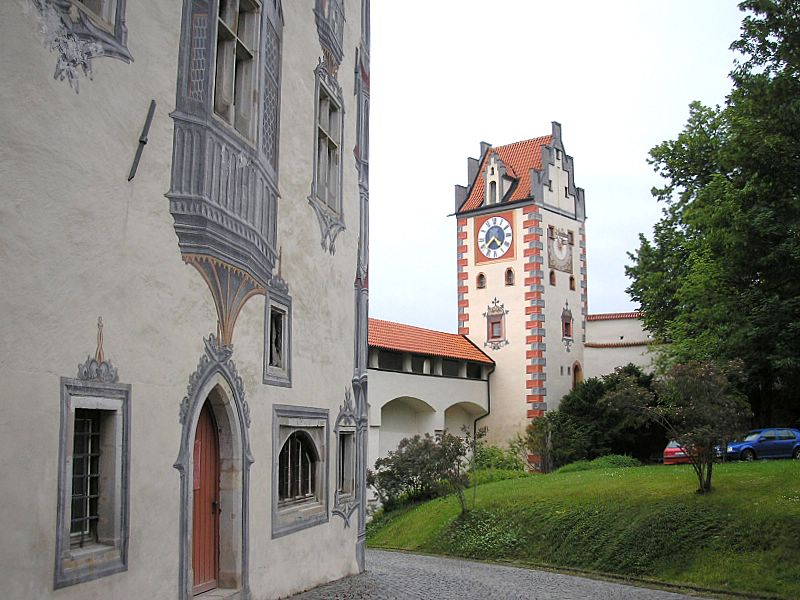
Надвратная башня с часами
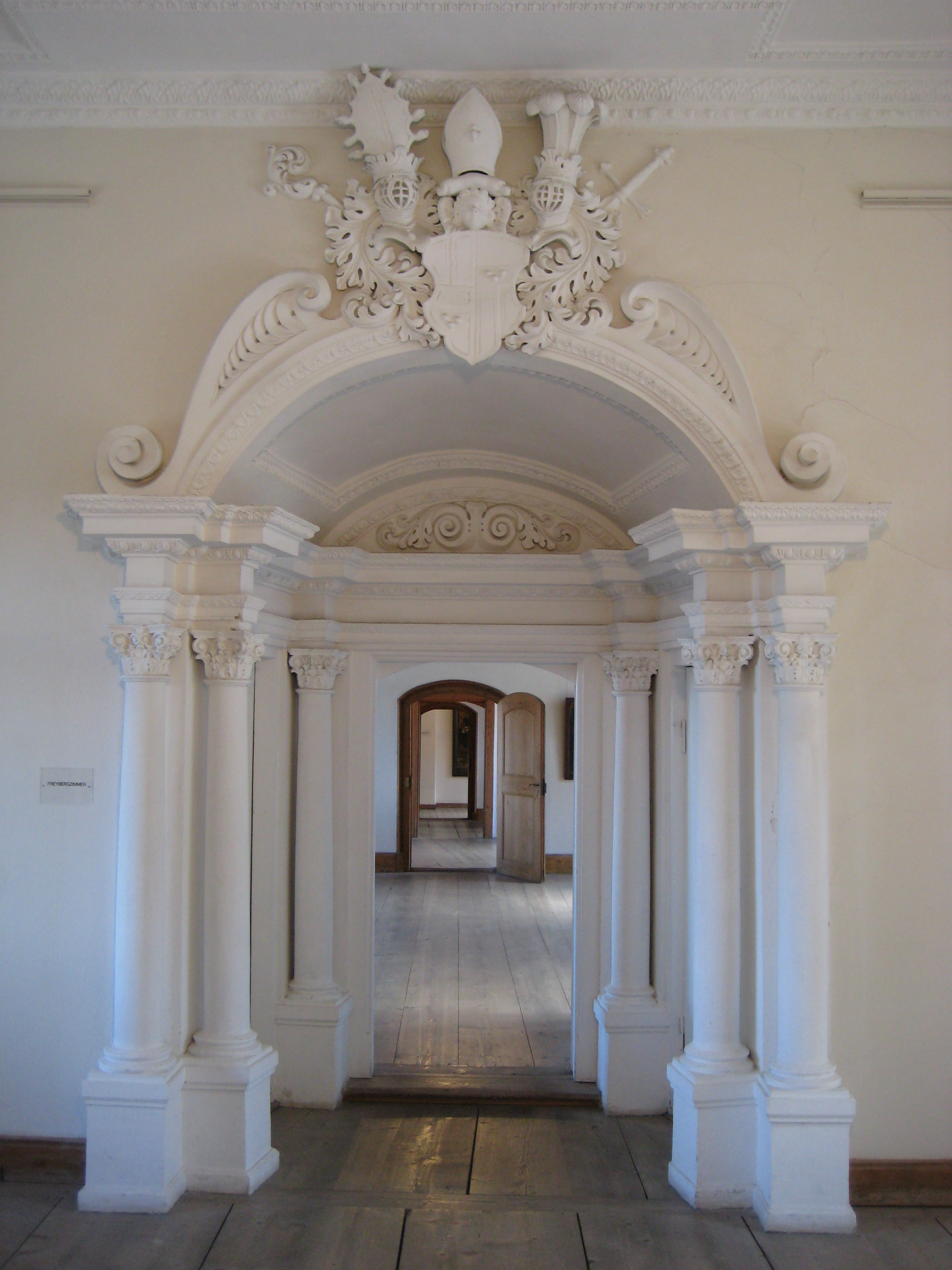
Анфилада замковых помещений